# أمان أوقيدار آيت المكسوب (أمان أوفيدار)
أمان أوقيدار آيت المكسوب هو دُوَّار يقع بجماعة واكليم، إقليم تنغير، جهة درعة تافيلالت في المملكة المغربية. ينتمي الدوّار لمشيخة أمان أوفيدار التي تضم دوارين. يقدر عدد سكانه بـ 1132 نسمة حسب الإحصاء الرسمي للسكان والسكنى لسنة 2004.

## روابط خارجية
- البوابة الوطنية للجماعات الترابية
- المندوبية السامية للتخطيط